# Luis Rueda
Luis Enrique Rueda (San Rafael, 11 gennaio 1972) è un ex calciatore argentino, di ruolo attaccante.